# Grigorij Karpovič Kotošichin

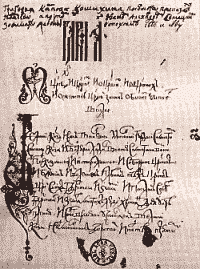
Manuskript Kotošichinovy knihy

Grigorij Karpovič Kotošichin (rusky Григорий Карпович Котошихин) (1630–1667) byl ruský diplomat a nižší písař (poddjakon) Poselského Prikazu. Znám je díky svému dílu: "O Rusku za vlády Alekseje Michajloviče".